# Nanbaka
Nanbaka (ナンバカ lit. Números idiotas?), también conocida como Nanbaka - The Numbers, es una serie de manga escrita e ilustrada por Shō Futamata. Comenzó su serialización el 13 de octubre de 2013 por la editorial Futabasha, contando hasta la fecha cuenta con ocho volúmenes publicados. Una adaptación a serie de anime producida por el estudio Satelight y dirigida por Shinji Takamatsu fue estrenada el 5 de octubre de 2016. El título es una combinación de palabras; «nan», que se traduce del idioma japonés como "número" y «baka», que significa "idiota".

## Argumento
La historia se centra en cuatro jóvenes que son enviados a Nanba, la prisión más formidable del mundo. Jyugo es un prisionero que intentó escapar de prisión y su único resultado fue ampliar su estadía en ella. Uno, a quien le encanta apostar y tiene una obsesión con las mujeres. Rock, quien ama la comida y vive para meterse en una pelea tras otra y Nico, un ex-drogadicto aficionado al anime. La serie sigue la vida diaria de los prisioneros de esta curiosa prisión y de los guardias que deben vigilarlos.

## Personajes

### Celda 13
Jyugo (ジューゴ Jūgo?)
Voz por: Yūto Uemura, Daman Mills (inglés)
Es el prisionero número 1315. Es de ascendencia japonesa y tiene heterocromía; su ojo izquierdo es verde mientras que su ojo derecho es violeta. Es un joven de personalidad alegre e impulsiva, pero se aburre fácilmente y ha demostrado ser experto en abrir cualquier tipo de cerradura, ya sea mecánica o electrónica. Lo único que no es capaz de abrir son los grilletes en su cuello, muñecas y tobillos, los cuales le fueron puestos mientras dormía por un misterioso guardia con una cicatriz en la parte posterior de su cuello. Jyugo odia al guardia que le colocó los grilletes y anhela encontrarlo para así poder quitárselos. Afirma que el guardia debe estar en Nanba, puesto que ha estado muchas otras prisiones y este no estaba en ninguna de ellas. También afirma ser bisexual, en parte debido a que se encuentra en una prisión con solo hombres y debe "adaptarse".
Uno (ウノ Uno?)
Voz por: Tetsuya Kakihara, Alejandro Saab (inglés)
Es el prisionero número 1311. Es de ascendencia británica, con un gran amor hacia las mujeres y los juegos de azar. Es dueño de una gran intuición y es capaz de hacer apuestas sabiendo que resultado tendrá, utilizando sus habilidades de observación, suerte y deducción. Es de carácter amable pero extrovertido (hasta el punto de ser tonto), pero a la vez puede ser muy contundente. Se sabe que ha escapado de todas las prisiones anteriores porque tenía citas a las cuales asistir.
Rock (ロック Rokku?)
Voz por: Airu Shiozaki, Jarrod Greene (inglés)
Es el prisionero número 1369. Es estadounidense, siendo físicamente el más grande y fuerte de sus compañeros de celda. Le encanta pelear y es un gran amante de la comida. A simple vista se ve como alguien de mal temperamento e impulsivo, pero cuida de sus amigos y en realidad es pacífico y amable. Escapó de las demás prisiones porque de acuerdo con sus propias palabras "la comida era terrible", pero le encanta la comida de Nanba y por ello permanece allí.
Nico (ニコ Niko?)
Voz por: Daiki Kobayashi, Justin Briner (inglés)
Es el prisionero número 1325. Al igual que Rock, Nico es estadounidense y creció en los barrios bajos, donde fue utilizado como mula para el comercio de drogas. Ha escapado de varias prisiones principalmente porque en todas ellas intentaron inyectarle su medicina y a él le aterran las agujas. Está feliz y cómodo en Nanba debido a que la medicina se le es dada por vía oral y tiene sabores frutales. Las drogas tienen un efecto inusual en él y en lugar de incapacitarlo, producen efectos secundarios alternativos. Adora el anime, el manga y los videojuegos.

### Guardias
Hajime Sugoroku (双六 一 Sugoroku Hajime?)
Voz por: Tomokazu Seki, Ian Sinclair (inglés)
Hajime es el supervisor del ala 13. Es un hombre japonés calvo, fuerte y serio que se toma muy en serio su trabajo como guardia de Nanba. Le gusta el shōgi, es calígrafo profesional y también se sabe que es cinturón negro en judo. La principal fuente de su estrés son las constantes travesuras de los prisioneros de la celda 13, a quienes con frecuencia intercepta antes de que puedan huir de la prisión. Se dice que es el más fuerte de todos los supervisores y está dispuesto a hacer cualquier cosa que dicte su trabajo, incluso matar si es necesario. 
Momoko Hyakushiki (百式 百子 Hyakushiki Momoko?)
Voz por: Satomi Akesaka, Marissa Lenti (inglés)
Es la alcaidesa de Nanba. Una mujer seria e intimidante con largo cabello azul que está enamorada de Hajime desde hace bastante tiempo, pero a quien, irónicamente, jamás es capaz de decirle sus verdaderos sentimientos. Se muestra particularmente vigilante con el recluso número 1315, Jyugo, hijo del hombre conocido como el "fugitivo eterno".
Mitsuru Hitokoe (一声 三鶴 Hitokoe Mitsuru?)
Voz por: Kenjirō Tsuda, Ricco Fajardo (inglés)
Es uno de los guardias de Nanba. Tiene una fuerte personalidad de rockstar y a menudo se le ve haciendo anuncios por la radio de la prisión.
Kiji Mitsuba (三葉 キジ Mitsuba Kiji?)
Voz por: Kimeru, J. Michael Tatum (inglés)
Es el supervisor del ala 3. Utiliza mucho maquillaje y tiene una personalidad algo afeminada, además de poseer un largo cabello del cual se preocupa demasiado. Insiste en que no es homosexual a pesar de su personalidad y apariencia extravagante. Es apodado "faisán" por algunos en Nanba.
Kenshirō Yozakura (四桜 犬士郎 Yozakura Kenshirō?)
Voz por: Shōma Yamamoto, Vic Mignogna (inglés)
Es el supervisor del ala 4. Está enamorado de Hyakushiki y es consciente del amor de esta hacia Hajime, a quien anhela superar y así demostrarse a Hyakushiki su valía. Se asemeja a un perro y su arma favorita es su látigo.
Samon Gokū (悟空 猿門 Gokū Samon?)
Voz por: Sōichirō Hoshi, Vic Mignogna (inglés)
Es el supervisor del ala 5. Su cabello es naranja con mechas verdes, y se ve y actúa como un mono, razón por la cual Hajime utiliza este sobrenombre para burlarse de él. Es el hermano menor de Enki Gokū, antiguo supervisor del ala 5, y de quien siempre ha estado bajo su sombra. Odia que lo comparen con su hermano y que estos crean que también los traicionará como hizo Enki.
Yamato Godai (五代 大和 Godai Yamato?)
Voz por: Shunsuke Takeuchi, Marcus D. Stimac (inglés)
Es el supervisor adjunto del ala 13. Al igual que Hajime, es japonés y siempre se le ve utilizando una banda en su cabeza con la bandera de Japón. Es un individuo alto, musculoso y de personalidad simpática aunque algo despistada. Tiene un horrible sentido de la orientación y siempre se pierde por los numerosos pasillos de Nanba. 
Seitarō Tanabata (七夕星太郎 Tanabata Seitarō?)
Voz por: Keito Okuyama, Dallas Reid (inglés)
Es el guardia del ala 13. A menudo hace hincapié junto a Hajime y Yamato para que sus prisioneros dejen de tratar de escapar, siendo un blanco fácil para estos. Es una persona agradable que se toma su trabajo muy en serio. Su cabello es azul y se le describe como un chico guapo.
Hitoshi Sugoroku (双六 仁志 Sugoroku Hitoshi?)
Voz por: Eishin Fudemura, Howard Wang (inglés)
Hitoshi el hermano menor de Hajime. Es travesti y tiene la apariencia de una hermosa joven de largo cabello rubio que enamora a todos. Es amable y dulce, además de ser muy femenino. Hitoshi es más o menos todo lo contrario a Hajime; es lento, torpe y no es atlético. Sin embargo, el único rasgo que comparte con su hermano es su dureza. Al igual que Hajime, puede soportar anormales cantidades de impacto, quien incluso va tan lejos como para usarlo como un arma o proyectil.
Inori Hakkai (八戒 猪里 Hakkai Inori?)
Voz por: Mitsutaka Itakura, Randy E. Aguebor (inglés)
Es, junto a Samon, el supervisor del ala 5. Es comúnmente regañado por Samon por su pereza y escabullirse de su trabajo.
Enki Gokū (悟空 猿鬼 Gokū Enki?)
Voz por: Takaya Kuroda, Chris Sabat (inglés)
Es el hermano mayor de Samon y ex-supervisor del ala 5. Por razones desconocidas, asesinó a un recluso y atacó a varios de sus compañeros que quisieron detenerlo, presumiblemente para demostrar su poder, tal como se rumorea. Fue encarcelado en Nanba.
Hōzuki Sanzō (三蔵 法月 Sanzō Hōzuki?)
Voz por: Fuyuka Ōura
Es un nuevo guardia transferido al ala 5.

### Otros prisioneros
Tsukumo (ツクモ?)
Voz por: Toshiyuki Toyonaga, Sam Biggs (inglés)
Es el prisionero número 1399. Tsukumo se considera a sí mismo como un shinobi, sin embargo, sus técnicas parecen indicar todo lo contrario. Irónicamente nació en una aldea de ninjas, pero incluso siendo niño era terrible en las artes marciales. Posteriormente fue descubierto por una directora de cine, quien quería que un verdadero shinobi protagonizara su nueva película. La mujer le engañó diciéndole que era su madre —quien, de acuerdo con Tsukumo, estaba "perdida" desde hacía mucho tiempo— y que venía a llevarlo con ella. La mujer le crio como suyo y le convirtió en un popular actor de cine, en su mayoría protagonizando películas de ninjas. Cuando descubrió la verdad trató de regresar a su pueblo natal, pero se perdió y terminó siendo arrestado por invasión de propiedad privada. Después de escapar de la prisión, fue recapturado y enviado a Nanba.
Musashi (ムサシ?)
Voz por: Yoshimasa Hosoya, Jason Liebrecht (inglés)
Es el prisionero número 4634. Nació con una extraña enfermedad que provoca que su temperatura corporal sea mucho más alta de lo normal, lo que también le permite crear llamas. Sin embargo, aprendió a vivir y a adaptarse a su particular padecimiento. No fue hasta que ingresó a la universidad que su condición se salió de control. Su compañero, Elf, se aprovechó de su situación para acusarlo de numerosos crímenes que involucraban incendios, con el fin de lograr que fuese condenado como un criminal y pudiera ser utilizado como sujeto de prueba. En un acto de rebelión incendió el laboratorio, pero su poder fue suprimido por el científico con la cicatriz en el cuello, lo que le llevó a ser enviado a Nanba, donde finalmente encontró a alguien que creía su historia, el supervisor Kenshiro. Desde entonces, se ha propuesto a obtener su venganza en contra de ese científico.
Liang (リャン Ryan?)
Voz por: Yūki Fujiwara, Blake Shepard (inglés)
Es el prisionero número 0502. Tiene diecinueve años y es de ascendencia china. Cuando era niño, solía ser estudiante en un templo de artes marciales, donde fue testigo de como su profesor fue brutalmente golpeado por Hachiman. Hachiman se llevó a Liang con él y se convirtió en uno de sus mercenarios. Mientras trabajaba para Hachiman, Liang era compañero de trabajo de Upa y Qi. Aborrece la muerte y el asesinato, por lo que siempre solía pedirle a Qi drogas para dormir para la gente que se suponía debía matar. 
Upa (ウパ?)
Voz por: Yū Kobayashi, Aaron Dismuke (inglés)
Es el prisionero número 0558. Un talentoso maestro del arte marcial chi kung, Upa fue raptado por los hombres de Hachiman, quienes extirparon sus órganos para luego venderlos en el mercado negro. Esto se debió a que los órganos de un maestro de chi kung eran muy valiosos. Fue salvado por Qi, quien donó algunos de sus propios órganos a Upa.
Qi (チィー Chi?)
Voz por: Genki Ōkawa, Gabe Kunda (inglés)
Es el prisionero número 0571. Es famoso por sus habilidades en fabricar drogas y venenos, y reside en el Ala 5 junto con Liang y Upa. A pesar de su talento, Qi es bastante vago y se le suele ver durmiendo o descansando en las escenas de fondo, hasta el punto en el que Liang y Upa lo llaman "basura perezosa". Fue obligado a trabajar para las mismas personas que aprisionaron a Liang y Upa, con el fin salvar su vida. Al comienzo no se inmutaba por los actos inmorales de la mafia, puesto que solo estaba centrado en la preservación de sí mismo, pero llegó a odiarlos después de presenciar como el jefe de la organización abusaba de Liang y Upa. Sin saberlo Upa, incluso le dio algunos de sus propios órganos para salvarle la vida, debido a que sus órganos fueron removidos para venderlos en el mercado negro. También descubrió que sus productos estaban siendo modificados para matar personas y, después de su arresto, juró que nunca fabricaría drogas o venenos otra vez. Creyendo que sus talentos solo servían para herir a la gente, dejó de confiar en los demás. Sin embargo, al ser trasladado a Nanba, reanudó su trabajo al ser animado por Samon Gokū. Respeta profundamente a Samon por su honestidad y amabilidad, y espera ser capaz de devolverle el favor antes de ser puesto en libertad.
Trois (トロワ Trowa?)
Voz por: Yūto Adachi, Elijah Muller (inglés)
Es el prisionero número 0303 y compañero de celda de Honey. Reside en el Ala 3 bajo la supervisión de Kiji Mitsuba, quien se jacta de que sus prisioneros son los más guapos de la prisión. Tiene un lado bastante pervertido y siempre tiene curiosidad en saber el color o la forma de la ropa interior de las mujeres. También está fascinado con las máquinas, a menudo desmantelándolas si captan su interés. Aparentemente, Trois fabricaba cosas como lanzadores de llamas y bazucas para sorprender a la gente y escapar de prisión.
Honey (ハニー Hanī?)
Voz por: Takao Mitsutomi, Kyle Igneczi
Es el prisionero número 0382 y compañero de celda de Trois. Reside en el Ala 3 bajo la supervisión de Kiji Mitsuba. Es una persona tranquila aunque arrogante, y al enojarse su personalidad cambia a otra mucho más vulgar. Al igual que Trois, tiene tendencias pervertidas.

## Media

### Manga
El manga comenzó a serializarse en línea en la app de la revista Comico el 13 de octubre de 2013. La editorial Futabasha publica el manga en físico. En diciembre de 2015, se anunció que Crunchyroll Manga adquirió los derechos de la serie para su publicación en línea en Estados Unidos.

### Anime
En febrero de 2015, se anunció una adaptación del manga a serie de anime. El anime es dirigido por Shinji Takamatsu y escrito por Mitsutaka Hirota, con animación del estudio Satelight. El episodio debut fue estrenado el 5 de octubre de 2016 por MBS. Crunchyroll transmitió la serie de manera simultánea con Japón.

### Lista de episodios

#### Primera temporada
| Número | Título | Estreno                 |
| ------ | --- | ----------------------- |
| 1      | «¡Idiotas con números!» «Nanbā no Tsuita Baka-tachi!» (ナンバーのついたバカたち！)                                                                               | 5 de octubre de 2016    |
| 2      | «¡Los prisioneros son idiotas! ¡Los guardias también son un poco idiotas!» «Shūjin mo Baka! Kanshu mo Chotto Baka!!» (囚人もバカ！ 看守もちょっとバカ！！)       | 12 de octubre de 2016   |
| 3      | «¡Ha llegado otro idiota!» «Mata Baka ga Fueta!!» (またバカが増えた！！)                                                                                         | 19 de octubre de 2016   |
| 4      | «¡Feliz Año Nuevo! ¡En este torneo de Año Nuevo nos ponemos serios!» «Akemashite! Koko Kara Honki no Shin'nen Taikai!!» (あけまして！ここから本気の新年大会！！) | 26 de octubre de 2016   |
| 5      | «Un fraude y un héroe» «Ika-sama to Hīrō» (イカサマとヒーロー)                                                                                                   | 2 de noviembre de 2016  |
| 6      | «El episodio estimulador» «ＴＨＥ・Tekoire» (ＴＨＥ・テコ入れ)                                                                                                   | 9 de noviembre de 2016  |
| 7      | «Es una historia sorprendentemente triste» «Igaito Setsunai Hanashi de Gozaru» (意外と切ない話でござる)                                                          | 16 de noviembre de 2016 |
| 8      | «Monstruo y gorila» «Bakemono to Gorira» (バケモノとゴリラ) | 23 de noviembre de 2016 |
| 9      | «Te encuentras vacío» «Omae wa Karappo!!» (お前はからっぽ！！)                                                                                                   | 30 de noviembre de 2016 |
| 10     | «Un día melancólico para el mono, el perro y el faisán» «Inu Saru Kiji no Yūtsuna Tsuitachi» (犬・猿・雉の憂鬱な一日)                                            | 7 de diciembre de 2016  |
| 11     | «Conseguimos nuestra recompesa» «Go Hōbi Morai Mashita» (ご褒美もらいました)                                                                                     | 14 de diciembre de 2016 |
| 12     | «La sala, el billar, los dardos y yo» «Heya to Biriyādo to Dātsu to Watashi» (部屋とビリヤードとダーツと私)                                                      | 21 de diciembre de 2016 |
| 13     | «Un verdadero idiota» «Maji Baka» (マジバカ) | 28 de diciembre de 2016 |

#### Segunda temporada
| Número   | Título | Estreno               |
| -------- | --- | --------------------- |
| 1 (14)   | «Nanbaka es un anime de comedia» «Nanbaka wa Gyagu Animedearu» (ナンバカはギャグアニメである)              | 4 de enero de 2017    |
| 2 (15)   | «Súper Hitoshi-kun» «Sūpā Hitoshi-kun» (スーパー仁志くん)                                                  | 11 de enero de 2017   |
| 3 (16)   | «La traicionera Ala 5» «Uragiri no 5-sha» (裏切りの５舎)                                                   | 18 de enero de 2017   |
| 4 (17)   | «Algo se está rompiendo» «Kowarete Iku Nanika» (壊れていく何か)                                            | 25 de enero de 2017   |
| 5 (18)   | «Eres débil» «Omae Wa Yowai» (お前は弱い)                                                                  | 1 de febrero de 2017  |
| 6 (19)   | «La libertad de cada uno» «Sorezore no Jjiyū» (それぞれの自由)                                             | 8 de febrero de 2017  |
| 7 (20)   | «Un idiota» «Orokamono» (愚か者)                                                                           | 15 de febrero de 2017 |
| 8 (21)   | «Veneno del despertar» «Kakusei Suru Doku» (覚醒する毒)                                                    | 22 de febrero de 2017 |
| 9 (22)   | «Lavado lejos» «Naga Sarete» (流されて)                                                                    | 1 de marzo de 2017    |
| 10 (23)  | «Sonido y palabras» «Oto to Kotoba» (音と言葉)                                                             | 8 de marzo de 2017    |
| 11 (24)  | «¡Sigue adelante!» «Mae ni Susume!» (前に進め！)                                                           | 15 de marzo de 2017   |
| 12 (25)  | «Sarabaka» «Sarabaka» (サラバカ)                                                                           | 22 de marzo de 2017   |
| 26 (OVA) | «¡Idiotas con números de estudiantes!» «Shusseki Bangō no Tsuita Baka-tachi!» (出席番号のついたバカたち！) | 29 de abril de 2017   |